# Azure Sphere
O Azure Sphere é uma plataforma de aplicativos com comunicações integradas e recursos de segurança desenvolvidos e gerenciados pela  Microsoft para dispositivos conectados à Internet.  A plataforma consiste na integração de hardware construído em torno de um chip de silício seguro; o Azure Sphere OS (Sistema Operacional do Azure Sphere), um sistema operacional personalizado de alto nível baseado em Linux; e o Azure Sphere Security Service, um serviço de segurança baseado em nuvem que fornece segurança contínua e renovável. A segurança do Azure Sphere foi projetada com base na posição da Microsoft Research nas sete propriedades necessárias para dispositivos altamente seguros.

## Azure Sphere OS
O Azure Sphere OS é um sistema operacional de microcontrolador personalizado baseado em Linux criado pela Microsoft para executar em um chip certificado do Azure Sphere e conectar-se ao Serviço de Segurança do Azure Sphere. O Azure Sphere OS fornece uma plataforma para o desenvolvimento de aplicativos da Internet das Coisas, incluindo aplicativos de alto nível e aplicativos com capacidade em tempo real. É o primeiro sistema operacional executando um kernel Linux que a Microsoft lançou publicamente e o segundo sistema operacional semelhante ao Unix que a empresa desenvolveu para usuários externos (públicos), sendo o outro o Xenix.

## Azure Sphere Security Service
O Azure Sphere Security Service (Serviço de Segurança do Azure Sphere, às vezes chamado de AS3) é um serviço baseado em nuvem que permite manutenção, atualizações e controle de chips certificados pelo Azure Sphere. O Serviço de Segurança do Azure Sphere estabelece uma conexão segura entre um dispositivo e os serviços de Internet e / ou nuvem e garante a inicialização segura. O principal objetivo do contato entre um dispositivo Azure Sphere e o Serviço de Segurança do Azure Sphere é autenticar a identidade do dispositivo, garantir a integridade e a confiança do software do sistema e certificar que o dispositivo esteja executando uma base de código confiável. O serviço também fornece o canal seguro usado pela Microsoft para baixar e instalar automaticamente as atualizações do SO do Azure Sphere e as atualizações de aplicativos do cliente nos dispositivos implantados.

## Hardware do Azure Sphere
Os chips e hardware certificados pelo Azure Sphere oferecem suporte a duas categorias gerais de implementação: greenfield e brownfield. A implementação greenfield envolve projetar e criar novos dispositivos de IoT com um chip certificado do Azure Sphere. Os chips certificados pelo Azure Sphere são atualmente produzidos pelo MediaTek. Em junho de 2019, a NXP anunciou planos para produzir uma linha de chips certificados pelo Azure Sphere. Em outubro de 2019, a Qualcomm anunciou planos para produzir os primeiros chips certificados pelo Azure Sphere com recursos de celular. A implementação Brownfield envolve o uso de um dispositivo guardião do Azure Sphere para conectar com segurança um dispositivo existente à Internet. Os módulos guardiões do Azure Sphere são atualmente produzidos pela Avnet.

## MediaTek 3620
O MT3620 é o primeiro chip certificado do Azure Sphere e inclui um processador ARM Cortex-A7 (500 MHz), dois subsistemas de E / S ARM Cortex-M4F (200 MHz), 5x UART / I2C / SPI, 2x I2S, 8x ADC, até 12 Contadores PWM e até 72x GPIO e capacidade de Wi-Fi. O MT3620 contém o subsistema de segurança Microsoft Pluton com um núcleo Arm Cortext-M4F dedicado que lida com inicialização segura e operação segura do sistema.